# Vähä Ruonajärvi
Vähä Ruonajärvi eller Vähäjärvi är en sjö i Finland. Den ligger i kommunen Kolari i landskapet Lappland, i den norra delen av landet, 800 km norr om huvudstaden Helsingfors. Vähä Ruonajärvi ligger 185,1 meter över havet. Arean är 17,9 hektar och strandlinjen är 1,92 kilometer lång. Sjön  ingår i Torne älvs huvudavrinningsområde. 